# Gruppo di NGC 2427
Il Gruppo di NGC 2427 comprende cinque galassie situate nella costellazione della Carena e della Poppa.

## Descrizione
La distanza media tra il centro di massa di questo gruppo e la nostra Via Lattea è di circa 60 milioni di anni luce (18,3 Mpc).

## Membri
Nella tabella sottostante sono riportati i membri del gruppo indicati sul sito Un Atlas de l'Univers creato da Richard Powell.
| Nome       | Costellazione | Classificazione | Tipo                        | RA (J2000.0)  | DEC (J2000.0) | Velocità radiale (km/s) | Magnitudine apparente | Distanza (Mpc) | Dimensioni (kal) |
| ---------- | ------------- | --------------- | --------------------------- | ------------- | ------------- | ----------------------- | --------------------- | -------------- | ---------------- |
| NGC 2427   | Poppa         | SAB(s)dm        | spirale intermedia          | 07h 36m 28.2s | -47° 38′ 08″  | 972 ± 3                 | 11,5                  | 17,0 ± 1,2     | 84               |
| NGC 2502   | Carena        | SB(rs)0^+       | lenticolare                 | 07h 55m 51.5s | -52° 18′ 24″  | 1065 ± 6                | 12,0                  | 18,4 ± 1,3     | 51               |
| ESO 208-21 | Poppa         | SAB0-           | lenticolare                 | 07h 33m 56.2s | -50° 26′ 35″  | 1085 ± 18               | 10,39 ± 0,09          | 18,5 ± 1,3     | 108              |
| ESO 208-33 | Poppa         | SB(s)m          | spirale barrata magellanica | 07h 38m 22.4s | -50° 45′ 24″  | 1066 ± 6                | 13,03 ± 0,09          | 18,3 ± 1.3     | 69               |
| ESO 209-9  | Carena        | SB(s)cd:        | spirale barrata             | 07h 58m 15.4s | -49° 51′ 15″  | 1119 ± 3                | 19,3 ± 1,4            | 10,68          | 115              |

Il sito DeepskyLog permette di trovare agevolmente le costellazioni in cui sono situate le galassie; in alternativa si possono utilizzare le coordinate delle galassie per individuarle. Se non altrimenti indicato, le coordinate sono quelle fornite dal sito NASA/IPAC (National Aeronautics and Space Administration / Infrared Processing and Analysis Center).